# 266711 Tuttlingen
266711 Tuttlingen è un asteroide della fascia principale. Scoperto nel 2009, presenta un'orbita caratterizzata da un semiasse maggiore pari a 2,5354851 au e da un'eccentricità di 0,1711776, inclinata di 7,86229° rispetto all'eclittica.
L'asteroide è dedicato all'omonima località tedesca.